# Río Toltén

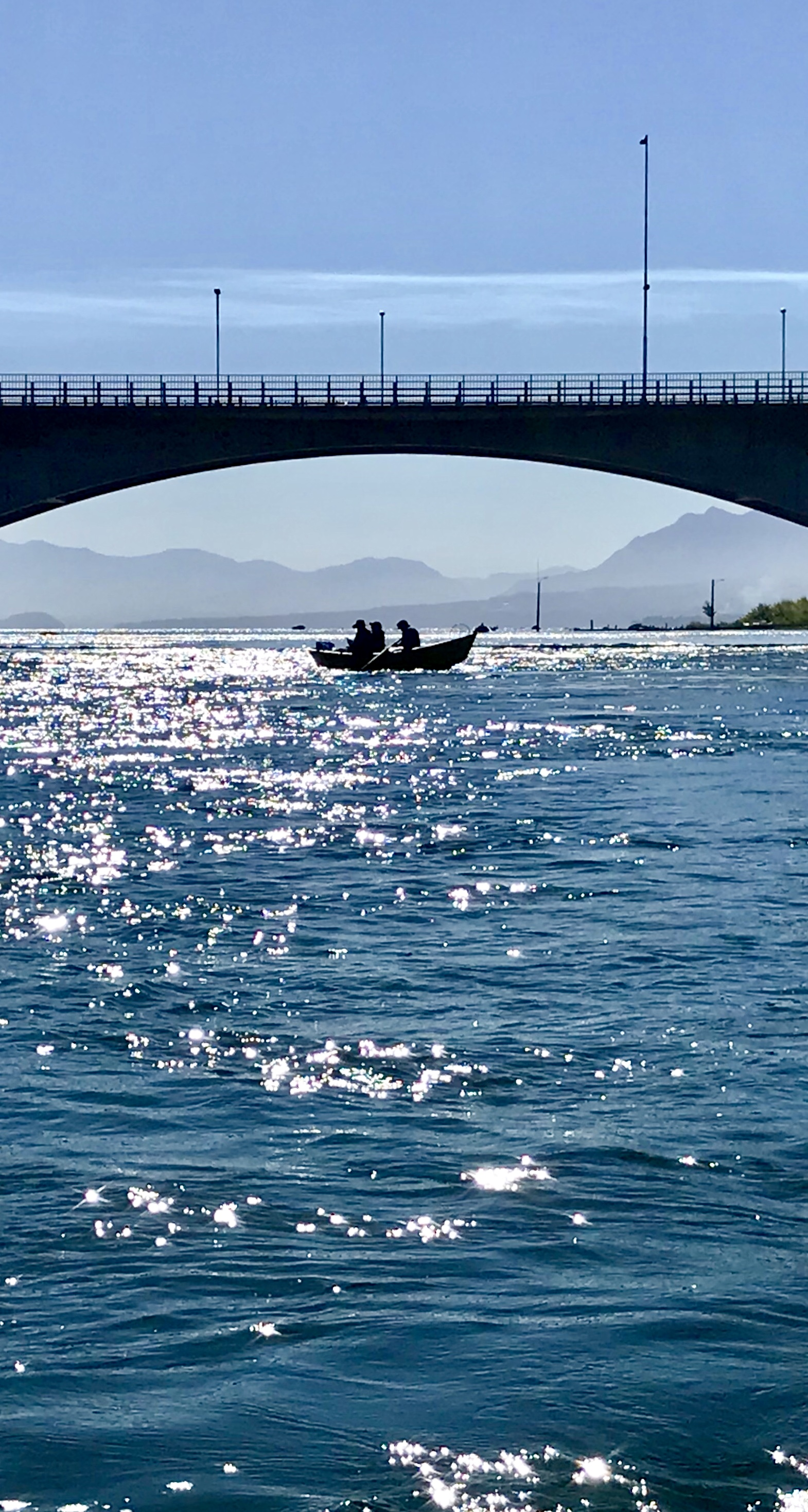
Puente sobre rio Toltén.

El Toltén es un curso natural de agua que nace en el lago Villarrica y atraviesa en sentido este-oeste la Provincia de Cautín de la Región de la Araucanía hasta desembocar en el océano Pacífico. 

## Trayecto
Es el principal caudal que se alimenta de diversos ríos y lagos cordilleranos, como el Río Trancura, que culminan en el Lago Villarrica. Allí, junto a la ciudad de Villarrica, al extremo poniente del lago homónimo, nace el Toltén. Tras recibir el aporte de su principal tributario, el Río Allipén, se ensancha hasta convertirse, en las cercanías de Pitrufquén, en un curso de poca pendiente, sinuoso y que se divide en diversos brazos, formando numerosas islas. 
El Toltén bordea las ciudades de Villarrica, Pitrufquén, Teodoro Schmidt y Nueva Toltén antes de desembocar en el océano Pacífico, en las cercanía de Punta Nigue, comuna de Toltén.

## Caudal y régimen
La subcuenca del Toltén mismo, es decir el área drenada por el río Toltén, desde su nacimiento en el lago Villarrica hasta su desembocadura en el océano Pacífico, incluyendo los ríos Donguil y Mahuidanche tiene un régimen pluvial, con sus crecidas en los meses inviernales, producto de importantes aportes pluviales, y con sus menores escurrimientos en los meses de verano. En años lluviosos las crecidas ocurren entre junio y agosto, producto de lluvias invernales. En años normales y secos los mayores caudales también se observan en invierno, entre junio y agosto. El período de menores caudales se presenta en el trimestre dado por los meses de enero, febrero y marzo.: 54 

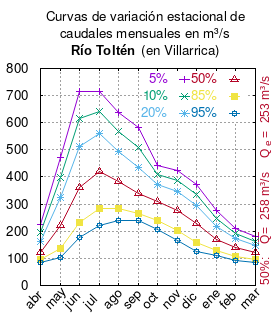
Curvas de variación estacional del río Toltén en Villarrica.

El caudal del río (en un lugar fijo) varía en el tiempo, por lo que existen varias formas de representarlo. Una de ellas son las curvas de variación estacional que, tras largos periodos de mediciones, predicen estadísticamente el caudal mínimo que lleva el río con una probabilidad dada, llamada probabilidad de excedencia. La curva de color rojo ocre (con {\displaystyle {\color {Red}\vartriangle }}) muestra los caudales mensuales con probabilidad de excedencia de un 50%. Esto quiere decir que ese mes se han medido igual cantidad de caudales mayores que caudales menores a esa cantidad. Eso es la mediana (estadística), que se denota Qe, de la serie de caudales de ese mes. La media (estadística) es el promedio matemático de los caudales de ese mes y se denota {\displaystyle {\overline {Q}}}. 
Una vez calculados para cada mes, ambos valores son calculados para todo el año y pueden ser leídos en la columna vertical al lado derecho del diagrama. El significado de la probabilidad de excedencia del 5% es que, estadísticamente, el caudal es mayor solo una vez cada 20 años, el de 10% una vez cada 10 años, el de 20% una vez cada 5 años, el de 85% quince veces cada 16 años y la de 95% diecisiete veces cada 18 años. Dicho de otra forma, el 5% es el caudal de años extremadamente lluviosos, el 95% es el caudal de años extremadamente secos. De la estación de las crecidas puede deducirse si el caudal depende de las lluvias (mayo-julio) o del derretimiento de las nieves (septiembre-enero).

## Historia
El río Toltén es considerado en la historiografía tradicional como el límite natural entre las poblaciones mapuche (al norte) y huilliche (al sur), siendo ambos grupos integrantes de la cultura mapuche y hablantes del idioma mapudungun.
En el siglo XIX los nativos que vivían en las orillas del Toltén tenían una tradición más pacífica que sus vecinos de más al norte (quienes los separaban del grueso del ejército chileno), definiéndose a sí mismos como "cultivadores". Aprovechando esta disposición, las fuerzas militares chilenas comenzaran a avanzar posiciones desde su enclave en Valdivia. Al menos desde la década de 1860 había un pequeño destacamento cerca de la desembocadura, apoyando las comunicaciones terrestres de Valdivia con el resto de Chile a través de la costa. En esta guarnición prestó servicio el futuro general Orozimbo Barbosa de joven. Este fuerte y la población a la que dio origen, recordada como "Toltén Viejo", fue arrasada por el Terremoto de Valdivia de 1960 y el subsecuente tsunami.
En la década de 1880 se construyó el primer puente ferroviario sobre este río, en el marco de la Ocupación de la Araucanía.
Francisco Solano Asta-Buruaga y Cienfuegos escribió en 1899 en su Diccionario Geográfico de la República de Chile sobre el río:
Toltén.-—Río que desemboca en el Pacífico bajo los 39° 17' Lat. y 73º 16' Lon., al S. de la entrada en el mismo del Cautín, y forma el límite norte de la provincia de Valdivia. Nace del lago de Villa Rica y corre hacia el NO., atravesando el gran llano central, en el que se abren sus riberas, moderadamente bajas, en hermosos campos cultivables; mas, después de romper la cordillera al poniente de dicho llano, entre la cual y aquel océano se tiende un pintoresco valle de 15 á 20 kilómetros de ancho, toma al SO. hasta su desembocadura, siendo su curso de no menos de 95 kilómetros. En esta parte tiene el río un ancho que no baja de 500 metros y fondo para admitir vapores medianos. Su entrada, aunque obstruida por una barra, no ofrece con todo mayores dificultades que la del Maule; pero dentro, como éste, proporciona tenederos seguros y uno bien resguardado contra las avenidas de invierno, en una laguna que se halla sobre la margen sur á nueve kilómetros de la boca y que comunica con el río por un canal hondo. Sus márgenes, casi en todo su largo, son feraces, abundantes de maderas y ricas en carbón de piedra á la parte inferior. Las habitan indios independientes ó bravios y para reducirlos existió junto al canal de dicha laguna una misión, establecida en 1683, la cual se pasó á San José de Mariquina en 1752 pero que restablecida en 1776, permaneció aquí con el nombre de San Francisco Solano, siendo el centro de una pequeña población hasta los últimos años de ese siglo; después por el año 1852 se fundó aquí una misión y más tarde se asentó un puesto militar, lo que ha dado origen á la ciudad de Toltén. Ya había existido asimismo en 1664 otra misión que se asentó cerca de la confluencia del riachuelo Collico, y en la parte superior de la ribera sur, por donde muere el Donguil, el fuerte de San Martín que mantuvo en sujeción por cierto tiempo á los indios del Alto Toltén. Este río recibe varios afluentes pequeños, siendo los más notables por el lado norte el Aillipén, Yoyelhue, Catripulli, y por el del sur, el Voipire, Donguil, Cohuy, Pucoyan, Collico, &c. Se ha creído que en las aguas de este río se crían unos pececillos, llamados puyes, singularmente curiosos por su diafanidad ó transparencia. La desembocadura fué notada ó descubierta en septiembre de 1544 por el piloto Pastene, y explorada en 1855 por el capitán de la marina chilena Don Leoncio Señoret.

## Población, economía y ecología
El río Toltén es cruzado por la red vial Ruta S-60 y el puente Toltén de la Ruta 5 Sur; el puente Leufulafquén de la Ruta CH-199 y el puente Rodrigo de Bastidas se encuentran sobre el río, junto a su nacimiento desde el lago Villarrica. El puente ferroviario Toltén también atraviesa el río.